# Sant Pere de Pierola
Sant Pere de Pierola és una església dels Hostalets de Pierola (Anoia) inclosa a l'Inventari del Patrimoni Arquitectònic de Catalunya.

## Descripció
És una església edificada damunt les restes d'una capella romànica i edificada en direcció perpendicular a la primitiva. Típica església rural que incorpora la rectoria,el cementiri... l'església té una nau central amb quatre capelles laterals, entre els contraforts, la volta és de canó i amaga una coberta a dues vessants que té diferents alçades amb obertures. Destaca el campanar de paret de maó i cobert de teulada a quatre vessants edificat damunt les restes de l'antic campanar original de parets de pedra. La façana principal té aspecte de masia, ja que l'antiga rectoria engloba l'entra de l'església. Hi ha un rellotge de sol amb la data inscrita de 1828.

## Història
Es coneix l'existència d'una petita església romànica des del 1060 en ser llegat un alou a la parròquia de Sant Pera de Pierola. l'edifici s'alçava sobre la riera de Pierola, situat dalt d'un turó que en sofrir l'acció erosiva de les aigües, amb el pas dels anys amenaçava l'enrunament de la petita església. A mitjans del segle xviii es comencen les obres de refer les parets. Les obres s'acabaren a mitjans del segle xix.
El 1868 va ser traslladada la parroquialitat als hostalets de Pierola, i sant Pere va passar a ser-ne sufragània amb la disposició feta pel bisbe de Barcelona Pantaleó Montserrat.